# Décès en juin 1970
Décès
- 1966
- 1967
- 1968
- 1969
- 1970
- 1971
- 1972
- 1973
- 1974

Pour une information complémentaire, voir la page d'aide.

| Date     | Nom                           | Pays                           | Activités                                                                    | Âge | Source |
| -------- | ----------------------------- | ------------------------------ | ---------------------------------------------------------------------------- | --- | ------ |
| 1er juin | Pedro Eugenio Aramburu        | Drapeau de l'Argentine         | Général de l'armée argentine, puis président de son pays.                    | 67  |        |
| 2 juin   | Bruce McLaren                 | Drapeau de la Nouvelle-Zélande | Pilote automobile néo-zélandais.                                             | 32  |        |
| 4 juin   | Rufino Luro Cambaceres        | Drapeau de l'Argentine         | Pilote argentin.                                                             | 74  |        |
| 4 juin   | Josep Carner i Puig-Oriol     | Drapeau de l'Espagne           | Poète, journaliste, dramaturge et traducteur espagnol d'expression catalane. | 86  |        |
| 6 juin   | Francis Brambell              | Drapeau de l'Irlande           | Médecin irlandais.                                                           | 69  |        |
| 7 juin   | E. M. Forster                 | Drapeau du Royaume-Uni         | Romancier, nouvelliste et essayiste britannique.                             | 91  | (en)   |
| 7 juin   | Antoine Jacquemoud            | Drapeau de la France           | Peintre et enseignant français.                                              | 85  |        |
| 8 juin   | Else Kienle                   | Drapeau de l'Allemagne         | Médecin, écrivaine et réformatrice sexuelle allemande.                       | 70  | (de)   |
| 9 juin   | C. Wilfred Arnold             | Drapeau du Royaume-Uni         | Directeur artistique britannique.                                            | 67  |        |
| 9 juin   | Rafael Ángel Calderón Guardia | Drapeau du Costa Rica          | Homme d'État costaricien.                                                    | 70  |        |
| 10 juin  | Guillermo Blanche Espejo      | Drapeau du Chili               | Homme politique chilien.                                                     | 91  |        |
| 11 juin  | Camille Bombois               | Drapeau de la France           | Peintre français de style naïf.                                              | 87  |        |
| 11 juin  | Esther Carp                   | Drapeau de la Pologne          | Peintre juive polonaise.                                                     | 72  |        |
| 11 juin  | Frank Silvera                 | Drapeau des États-Unis         | Acteur américain d'origine jamaïcaine.                                       | 55  |        |
| 12 juin  | Boris Pavlovitch Belooussov   | Drapeau de l'URSS              | Chimiste et biophysicien soviétique.                                         | 77  |        |
| 13 juin  | Karl K. Bechtold              | Drapeau des États-Unis         | Avocat, officier de marine et homme politique américain.                     | 59  |        |
| 13 juin  | Giorgio Cencetti              | Drapeau de l'Italie            | Paléographe et universitaire italien.                                        | 62  |        |
| 14 juin  | Roman Ingarden                | Drapeau de la Pologne          | Phénoménologue, ontologue et esthéticien polonais.                           | 77  |        |
| 14 juin  | Bachisio Raimondo Motzo       | Drapeau de l'Italie            | Historien et philologue italien.                                             | 87  |        |
| 16 juin  | Heino Eller                   | Drapeau de l'Estonie           | Compositeur et pédagogue estonien.                                           | 83  |        |
| 17 juin  | Martin Aku                    | Drapeau du Togo                | Homme politiquetogolais.                                                     | 56  |        |
| 18 juin  | Camille Bert                  | Drapeau de la France           | Acteur de théâtre et de cinéma français.                                     | 89  |        |
| 18 juin  | Calvin Boze                   | Drapeau des États-Unis         | Trompettiste et chef d'orchestre de rhythm and blues américain.              | 53  |        |
| 19 juin  | Jacques Hébertot              | Drapeau de la France           | Journaliste et directeur de théâtre français.                                | 84  |        |
| 21 juin  | Benedikt Bachmeier            | Drapeau de l'Allemagne         | Homme politique allemand.                                                    | 83  |        |
| 21 juin  | Léo Cassil                    | Drapeau de l'URSS              | auteur soviétique de littérature d'enfance et de jeunesse.                   | 64  |        |
| 21 juin  | Piers Courage                 | Drapeau du Royaume-Uni         | Pilote automobile britannique.                                               | 28  |        |
| 21 juin  | Soekarno                      | Drapeau de l'Indonésie         | Premier président de la république d'Indonésie.                              | 69  |        |
| 22 juin  | Jonas Akesson                 | Drapeau de la Suède            | peintre suédois.                                                             | 90  |        |
| 22 juin  | René Bouscat                  | Drapeau de la France           | Général d'armée aérienne français.                                           | 78  |        |
| 24 juin  | Claudi Carbonell              | Drapeau de l'Espagne           | photographe catalan pictorialiste.                                           | 79  |        |
| 30 juin  | Ștefan Barbu                  | Drapeau de la Roumanie         | Footballeur, arbitre et président de club roumain.                           | 62  |        |